# بينديكت هاوغ
بينديكت هاوغ (بالنرويجية البوكمول: Benedicte Hauge)‏ هي منافسة ألعاب القوى نرويجية، ولدت في 19 يناير 1989 في كريستيانساند في النرويج. 

## مسيرتها الرياضية
الرقم الأفضل الذي سجلته لسباق 400 متر هو 53.13 ثانية، وقد حققته في البطولة الأوروبية لألعاب القوى 2016.

## وصلات خارجية
- بينديكت هاوغ على موقع الاتحاد الدولي لألعاب القوى (الإنجليزية)
- بينديكت هاوغ على موقع الدوري الماسي (الإنجليزية)